# Орион и Тьма
«Орион и Тьма» (англ. Orion and the Dark) — американский компьютерно-анимационный фэнтезийный комедийно-приключенческий фильм режиссёра Шона Чэрмэтца (в его полнометражном дебюте) по сценарию Чарли Кауфмана, основанный на одноимённой детской книге Эммы Ярлетт. Мультфильм, снимаемый студией DreamWorks Animation, вышел 2 февраля 2024 года на Netflix.

## Сюжет
Орион очень похож на обычного ученика начальной школы: застенчивый, скромный, скрывающий тайную влюблённость. Но под его, казалось бы, нормальным внешним видом скрывается очень тревожный парень, полностью поглощённый иррациональными страхами перед пчёлами, собаками, океаном, волнами , сотовым телефоном, убийственными клоунами и даже падением со скалы. Но из всех его страхов больше всего он боится того, с чем он сталкивается каждую ночь: Тьма. Ему нужен свет каждый раз, когда он спит. Поэтому, когда его навещает буквальное воплощение худшего страха, Тьма увозит Ориона на американских горках по всему миру, чтобы доказать, что ночью нечего бояться. По мере того, как маловероятная пара становится ближе, Орион должен решить, сможет ли он научиться принимать неизвестное и перестать позволять страху контролировать свою жизнь и, наконец, принять радость жизни без каких-либо забот.

## Роли озвучивали
- Джейкоб Трамбле — Орион
  - Колин Хэнкс — взрослый Орион
- Пол Уолтер Хаузер — Тьма
- Вернер Херцог — рассказчик
- Анджела Бассетт — Сладкий сон
- Айк Баринхолц — Лайт
- Карла Гуджино — мама Ориона
- Нат Факсон — Бессонница

## Производство
12 июня 2023 года было объявлено, что Netflix и DreamWorks Animation сотрудничали над фильмом, сценарий к которому был написан Чарли Кауфман, и показали несколько сегментов на ежегодном Международном фестивале анимационных фильмов в Анси в тот же день. Джейкоб Трамбле, Пол Уолтер Хаузер и Вернер Херцог были объявлены в качестве актёров.

### Анимация
Mikros Animation, которая работала с DreamWorks Animation над мультфильмом «Капитан Подштанник: Первый эпический фильм», будет делать анимацию для фильма из Парижа и Бангалора.

## Премьера
Премьера состоялась 2 февраля 2024 года на Netflix.